# Васько Тептюкович
Васько Тептюкович (інак Тяптюкович чи пак Тептюхович; пом. межи 26 травня 1416 і 22 вересня 1417) — червоноруський боярин другої половини XIV — початку XV століття, що завдяки щедрим наданням став, ачей, найбагатішим землевласником Прикарпаття.        

## Життєпис
Він належав до надзвичай розгалуженого роду Корчаків. Про його батька — Вахна Тептюха з Тисмениці (Vachno Thepthuch de Thismienicza) — відомо лишень по пожалуванню короля польського, господаря і дідича руського Казимира ІІІ, що 3 лютого 1367 року затвердив за ним успадковані соляні джерела в селах Новиця та Уторопи Коломийської волості. Нащадки Вахна теж завсігди писались «із Тисмениці».    
9 грудня 1375 кн. Володислав Опольський обдарував свого вірного Waszkonis Theptucovicz трьома селами на ленному праві: Стрільче — в Жидачівській волості майбутньої Львівської землі, Вербіж й Микитинці — у Коломийській, з обов'язком служити двома списами й двома лучниками.         
В його власності також були:
- Стопчатів[7]
- села Бережани (нині місто)
- поселення Гвіздець[8]
- Остапківці (тепер Коломийський район), на які отримав підтверджувальну грамоту польського короля Володислава Ягайла, видану 26 жовтня 1416 року в Неполоміцах[9]

У 1404 році був у складі третейського суду в Медиці під час розгляду суперечки між королем Ягайлом та Ельжбетою Пілецькою. 1416 року король Владислав II Яґайло перевів володіння Тептюховича на земське польське право. Помер перед 22 вересня 1417 року.
Залишив сина Васюту, що в 1436—1446 роках був паном радним при дворі Свидригайла Ольгердовича.